# Háromegy Királyság (Horvátország)

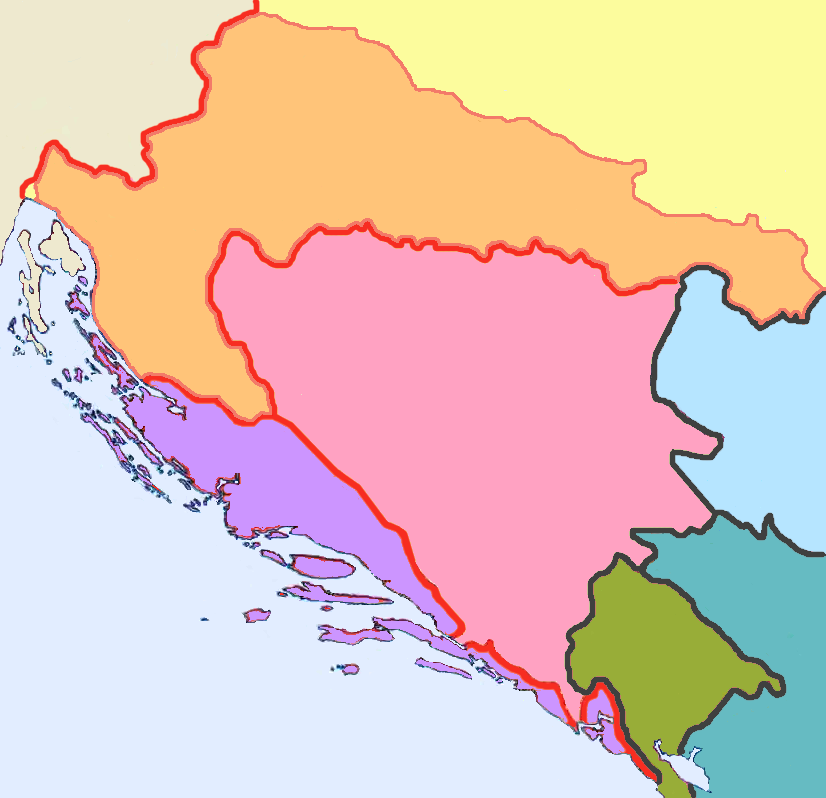
Az Északnyugat-Balkán 1868 és 1918 között

A Háromegy Királyságnak (latinul Regna Tripartita Dalmatiae, Croatiae et Slavoniae) nevezik időnként együttesen a Magyar Királyság Horvátország, Dalmácia és Szlavónia tartományait, különösen a 19. századi történelemben, amikor a három tartomány egyesítésével létrehozandó önálló horvát állam lehetősége felmerült.

## Története
A három tartomány nem egyszerre került a magyar korona fennhatósága alá, és nem is kezelték őket a kezdetektől egyformán. A meghódítását követő időkben például Szlavónia küldöttei a magyar országgyűlésnek voltak a tagjai, nem a zágrábi horvát tartománygyűlésnek, a szábornak. Mikor először küldtek oda képviselőket a szlavón vármegyékből, nem is rendelkeztek szavazati joggal.
A 18. század végén Szlavónia és Horvátország közös irányítás alá került, előbb horvát bán, majd 1767 és 1779 között a varasdi székhelyű Horvát Helytartóság, végül 1779 után a magyar Helytartótanács alá voltak rendelve.
Dalmácia először Könyves Kálmán uralkodása alatt került magyar fennhatóság alá, majd az évszázadok alatt többször gazdát cserélt, sokáig velencei kézen volt, majd 1797-ben került újra a magyar királyok kezébe.
A három tartomány alkotta az ébredő horvát nemzetiségi törekvések által a horvát államnak igényelt területet. Janko Drašković 1832-ben a jugoszlávista elképzelések szerinti délszláv államot horvát vezetéssel kívánta létrehozni, amelynek egyik lépcsőfoka a Háromegy Királyság tényleges létrehozása lett volna. Ehhez csatlakozhatnának a többi horvát lakosságú osztrák–magyar tartományok, amellyel létrejönne Nagy-Horvátország. Az 1848-49-es szabadságharc alatt felerősödtek az elszakadási kísérletek, majd a magyar–horvát kiegyezéssel létrejött a Horvát-Szlavónország. A szerződés szabályozta Dalmácia esetleges jövőbeli csatlakozását a horvát államhoz.
Bár ez nem történt meg, a horvátok Horvát-Szlavónországot a Dalmát Királysággal együtt egy egységként, a Háromegy Királyságként kezelték.